# 須賀田礒太郎

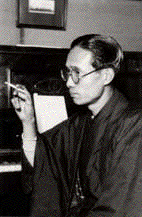
須賀田礒太郎

須賀田 礒太郎（すがた いそたろう、1907年（明治40年）11月15日 - 1952年（昭和27年）7月5日）は日本の作曲家。30曲に及ぶ管弦楽作品を残し、没後半世紀を経た1999年に栃木県の蔵から主要作品が発見され話題となった。

## 略歴

### 幼少の頃
1907年（明治40年）11月15日、横浜市中区 (現在は西区)西戸部町で、須賀田彦造・サハ夫婦の長男として生まれる。 (兄弟は弟・喜彦、妹・美代子) 同年は小船幸次郎、平尾貴四男、松平頼則、深井史郎、大澤壽人といった作曲家たちが、相次いで誕生している。須賀田家は明治時代に祖父が生糸の取引などで莫大な財をなし、裕福な家庭であった。恵まれた家庭環境の中何不自由なく育った須賀田は幼少からいろいろなものに興味を持ち、特に美術と音楽に関しては非凡な才能を現わしていた。

### 音楽の道へ
須賀田は美術・音楽の何れの道に進むか迷っていたが、関東学院中学に入学後、本格的に音楽を志すようになる。彼はまずピアノを同校教師・石野博に、声楽と理論を鎬木欽作に、ヴァイオリンを山井基清に学んだ。山井は宮内省楽部の楽士で雅楽を五線に移す作業をライフワークとしていた。1927年（昭和2年）、須賀田は肺結核に罹患、関東学院中等部5年を中退する。病状安定後次々と音楽界の大家たちの許を訪れ、教えを乞うた。まず山田耕筰、信時潔両氏にドイツ・ロマン派の作曲理論の指導を仰ぐ。翌1931年（昭和6年）からはフランス近代音楽に傾倒していた菅原明朗にも管弦楽法を学んだ。1933年（昭和8年）、マーラー直弟子のクラウス・プリングスハイムに師事。「越天楽」の作曲で広く海外に評価されていた近衛秀麿にも教えを受けた。

### 作曲コンクールへの応募
様々な作曲技法を学んだ須賀田は、交響詩「横浜」(1928)、管弦楽曲「春のおとずれ」(1931)、交響詩「桜」(1933) などフランス印象派風の習作を経て、作曲コンクールへの応募を開始した。1936年、宮内省式部職楽部主催の管弦楽曲募集コンクールに「日本華麗絵巻」作品一が入選。日本放送協会主催の「祝祭典用管弦楽曲懸賞」に「祭典前奏曲」作品二が4位に入選、翌年の元旦にラジオ放送された。また黎明作曲家同盟主催日本現代作品発表会にも「前奏曲と遁走曲」作品三が選ばれた。1938年（昭和13年）、新交響楽団 (現NHK交響楽団) 主催第2回邦人作品コンクールに「交響的舞曲」作品四 (三管編成/演奏時間6分) が小船幸次郎「祭りの頃」、山田和男「若者のうたへる歌」、平尾貴四男「隅田川」、荻原利次「日本風舞曲」とともに入選。2月25日、ヨーゼフ・ローゼンシュトック指揮する新交響楽団により初演された。「交響的舞曲」は同年6月、ローマ、ワルシャワ、ヘルシンキにおいて、小船幸次郎の指揮により伊福部昭の「日本狂詩曲」等と共に演奏された。受賞にあたって、須賀田は次のように語っている。
自分はまだまだ後期ロマン派の技法を充分習得しているとは言えず、この作品の作曲にあたっては試行錯誤を重ねたが、現時点では最善を尽したつもりである。真に日本の民族的な真情を芸術作品として昇華させるには、これからは後期ロマン派の手法を身につける事が不可欠であると自分は考える。

### 「国民詩曲」依頼
同年、日本放送協会 (JOAK) から須賀田のもとに初の作曲依頼が舞い込んだ。この年から始まった「国民詩曲」シリーズで、国威発揚を目指し「日本の民謡旋律を主題とすること」が条件となっていた。当時この「国民詩曲」シリーズの作曲依頼を受ける事は一流の作曲家として認められる事を意味しており、依頼を受けたのは須賀田以外に飯田信夫、池内友次郎、太田忠、大中寅二、清瀬保二、江文也、菅原明朗、杉山長谷夫、服部正、平尾貴四男、深井史郎、松平頼則、宮原禎次、山田和男、山本直忠、大木正夫といった面々で、音楽学校歴も無く兵役検査にも合格しなかった須賀田にとっては名誉な事であった。こうして生み出されたのが国民詩曲「東北と関東」作品五である。1939 (昭和14) 年12月7日午後8時、ラジオ「国民詩曲の夕」の中で、金子登指揮日本交響楽団により「東北と関東」は放送初演された。放送にあたり、須賀田は下記のような楽曲解説を寄せている。
昭和13年12月の作。民謡の内にある二ツの姿を書いた二部作。此二曲は現実生活の憂鬱な感情から開放される祭の雰圍気を描出したもので、何れも憂鬱な導入部から始まり、明朗諧謔的な感情へ展開される。第一部は、心に完全を描いて、其れが現実に對して皮相的とは言へ、神社の境内に於て素直に嬉しく踊る人々の様子を表現し、依ッて主題には「よされ節」を用ひ、東北的な感情を描出した曲。-----構成はロンド形式。第二部、此は前者に反し、物事に關して先ず現実的な直接行動に移す、元気な江戸ツ子気質な、關東的な感情を描出した曲。------構成はソナタ形式。
「東北と関東」スコアには須賀田自身により、初演記録が書き残されている。
昭和14年12月7日午後8時より、日本放送協会にて国民詩曲の夕として放送初演。指揮はそれぞれ作曲者がなす立て前であったが、大管弦楽の指揮未経験なるため、友人の金子登君に頼んだ。--　金子君は指揮法の勉強中にて、日本交響楽団を指揮したき熱望にて、彼貳度目の棒を持った。従って残念乍ら不結果であった。昭和17年6月12日午後2時、日本放送協会より、海外向放送を行ふ。--　指揮は協会より金子君を指定し、再度なるため充分説明をなし、依って前回よりやゝ良好であツた。旋律が浮いて来て、立体感が出て来た。

### 戦時中の須賀田
「交響的舞曲」を境に、須賀田はフランス印象派的作曲法からドイツ・オーストリアの後期ロマン派の作曲法へと作曲手法を移して行く。緊迫した世相もそのような作品を求めており、コンクールでも高く評価されていたという事情もあった。1939年（昭和14年）には「交響的序曲」作品六が、NHK主催・皇紀2600年奉祝管弦楽曲懸賞・序曲の部に、早坂文雄の「序曲ニ調」と共に入賞、翌40年2月11日の紀元節に山田耕筰指揮・日本放送交響楽団 (新交響楽団の放送時の別称) により放送初演された(原題は「興亜序曲」)。同年、紀元2600年記念日本放送協会コンクールに軍隊行進曲「皇軍」、満州國新京音楽院コンクールに歓喜 (東和行進曲) 、JOAK作曲コンクールに進撃 (航空行進曲) の、3曲の管弦楽のための行進曲が立て続けに入選した。行進曲「皇軍」は作曲当時の録音 (演奏/東京交響楽団) が残されている。この3曲の行進曲はその後、靖國神社春秋臨時大祭に使用のためにJOAKより委嘱された「英霊に捧ぐ」と共に「作品7」として須賀田自身の手によりまとめられた。戦時中の須賀田の活躍は目覚ましく「台湾舞踏曲 (八月十五夜)」、序曲「万民翼賛」、「大平洋円舞曲」、「フーガによる舞踊曲」など、戦争に関連したタイトルを持つものを中心に10曲以上の作品が書かれ、その多くは連日ラジオから放送された。1942年（昭和17年）、日本ビクターの第1回管弦楽曲懸賞に、初の交響曲となる「交響曲第1番ハ長調 (フィルハーモニー交響曲)」作品十四が佳作入選した。(初演指揮は阪本良隆)

### 葬送曲・追想
1941年（昭和16年）、須賀田はJOAKから戦死者葬送のための音楽の作曲を委嘱され、太平洋戦争開戦直前の昭和16年（1941年）11月1日に「葬送曲・追想」が作曲された。「葬送曲・追想」には、それまでの須賀田の音楽にはない内的心情の吐露が見られる。昭和18年（1943年）6月7日、山本五十六大将の国葬にあたり、この「葬送曲・追想」が演奏された。その後一度も再演の機会を得ることなく、今日に至っている。多くの作品が評価された結果、須賀田は1937年（昭和12年）より帝国高等音楽学校作曲科嘱託として1944年（昭和19年）同校が廃校になるまで勤務、横浜合唱団の指揮者としても活躍した。しかし戦局の悪化と共に1944年（昭和19年）、父親の故郷である栃木県田沼町への疎開し、同地で終戦を迎えた。

### 田沼町の須賀田
終戦後も、病弱な須賀田は田沼町(現・佐野市)に留まった。疎開当初は会社事務の仕事に携わったが、持病の肺結核の発作のため実家で療養生活に専念する事を余儀無くされた。戦前様々な入賞歴を誇った彼の管弦楽曲の数々も、戦後は再演の機会はおろか存在すら無視された。音楽学校出身など学閥とは無縁で楽界との付き合いが薄かったこともあり、須賀田は次第に中央楽壇から忘れられていく。戦前からの繋りで時折NHK(旧JOAK)から作曲依頼がくるものの、多くは通俗的な小品や民謡の編曲といった依頼であった。しかしそんな中にあっても、須賀田は決して自らの創作活動を滞らせることはなかった。
戦争で疲弊した人々が今、何より明るい明日を感じ取れるような音楽を求めているのであれば、いま自分が果たすべき役割は、そのような分野で努力する事しかないのだ。
こうして通俗的小品の分野で、須賀田は「行進曲集・第二輯」Op.17、「通俗楽曲集 第1輯」Op.21, 「通俗楽曲集 第2輯」Op.24など、多くの作品を産み出した。1950年（昭和25年）、NHKラジオ歌謡に応募するために作曲した「ご飯の歌」(深尾須磨子/作詩)が入選する。その報に接した須賀田は、次のような感想を述べている。
NHK25周年記念ラヂオ歌謡懸賞募集5種目の内、全883曲の中から5曲當選---1種1曲、佳作なり---その内の1曲"ごはんの歌"に當選---此れが入選とは全く意外なり。昭和25年3月17日発表。
3月21日、小野淑子の独唱によりNHKから初放送されて以後、「ご飯の歌」は地元・田沼町の人々に歌い継がれ、その後須賀田音楽の復権に重要な役割を果たす事となる。田沼町の父親の実家では、その二階が須賀田の仕事部屋であった。彼の作曲に打ち込む姿勢は厳しく、仕事部屋でピアノを弾いている時は、家族の誰もが恐がって近付けなかったという。楽想に行き詰まった時など、集中するため深夜でも頭から冷水をかぶり、自らを奮い立たせ作曲を続けた。
伯父様が良いとおっしゃらなければ、私たちは決して二階の仕事部屋には入ってはならないことになっていました。でも作曲に疲れた時など私たち子供を部屋に招き入れ、一緒に遊んでくれたことを覚えています。伯父は手先がとても器用で、機関車の模型などを作る事も得意でした。
ある日、伯父の自転車に乗せてもらって、イナゴ採りに行ったことがありました。「これが、イナゴだよ」伯父に教えられ、私は面白くて夢中でイナゴを取りました。そして、二人で大収穫をあげる事が出来たんです。「陽ちゃん、うまいね・・・」伯父は優しく誉めてくれました。その時の青い空、広い野原の緑、伯父に乗せてもらった自転車の黒いフレーム、そして自転車の後ろでしっかり伯父につかまったワイシャツの白とが、まるで映画のシーンのように、今も私の中に鮮明に残っています。
須賀田は決して仕事部屋に閉じこもるばかりでなく、地域の人々と音楽を通じ積極的に関わった。1947年（昭和22年）、田沼町南部青年団の求めに応じその団歌を作曲したのを皮切りに、その後も田沼小学校・中学校の校歌や飛駒音頭などの民謡を、求められるままに次々と作曲した。こうした楽曲の譜面のかたすみに、次のような記述が見られる。
一流歌人、詩人の作品に作曲することは結構であるが、斯うした素人の作詩も又結構である。此等の中から自分のアイデアーが生まれ、楽曲が生れる。
須賀田は地域の人々に音楽の指導も行なった。猛暑のなか南部青年団の指導のため練習場への長い道のりを顔にいっぱい汗をかきながら自転車を漕ぐ須賀田に、人々真の芸術家の姿を見た。
偉ぶったところが一つもなくて・・・親戚の話とか気さくにしてくれて、いつもアルバムなんか見せてくれたので、私なんか大きい写真、どんどんもらっちゃったんですよ
りっぱな先生だってことは意識してましたけど、微笑みの絶えない方でした
かつて須賀田からピアノを習い、のちに田沼小学校で音楽教師を勤めた尾花陽子は、須賀田からレッスンを受けていた時、頼まれて出来たての校歌を小学校に急いで届けた日のことを、よく覚えていた。
いつも眼鏡の奥から優しい瞳で、本当に作曲の大家である先生とは思えないような、初心者にも優しい暖かい指導をして下さった、思い出深い先生です
須賀田がその団歌を作曲し、合唱の指導もした田沼町南部青年団の元メンバーの声を以下に記す。
何も出来ない我々をちゃんと指導して下さった、とにかく面倒見のいい方でした
常にニコニコして、とにかくいい人でした
挨拶なんかすると、ニコニコッて面長の顔で優しい笑顔を見せてくれました。それはものすごーい印象でしたね。いろいろな面で文化っていうか、そういうものの芽を作っていただいた気がします
彼の仕事部屋からは、訪ねて来た町の人々と語り合う須賀田の笑い声が、よく聞かれたという。

### 第二絃樂四重奏"「無調風」
1946年（昭和21年）、須賀田はNHKラジオの放送用のための弦楽四重奏曲の作曲を依頼された。通俗的小品以外を発表出来る好機に、戦前から密かに研究を続けて来た前衛的手法を用いた初の作品を提出する。それが"第二絃樂四重奏"「無調風」である。"第二絃樂四重奏"は当初1946年（昭和21年）8月4日 (土) 午後5時45分からNHK東京第一放送 の"現代日本の音樂"という番組で、1941年（昭和16年）の"第一絃樂四重奏"の第2楽章と共に放送される予定だった。ところが収録の際、"第二絃樂四重奏"は演奏を拒絶されてしまう。止むなくNHKはプログラムを"第一絃樂四重奏"全曲に切り替え、"第二絃樂四重奏"の初演はその後55年の時を待たねばならなかった。(初演は2001年12月27日/「日本の戦後音楽史再考」レクチャーコンサート／虎ノ門JTアートホール/演奏=ラ・ミューズ弦楽四重奏団)当時の演奏家には、このような無調作品は「音楽ではない」と写ったのだろうか。
作曲後55年を経て初演された「弦楽四重奏第二番無調性」は、現代を生きる僕の耳には無調＝先端では当然なく実に古典的な和洋折衷の音楽だった。その響きは、第一楽章に代表される、「ショスタコビッチ」の弦楽四重奏のような、重く、冷たく沈んだ音と、第三楽章に代表される、日本の祭ばやしのような、音がはね、リズムがはずむ、いかにも日本的な音との融合であった。現代では失われてしまった日本の音、例えば各地の祭りばやしの旋律から喚起されるその情感は、かろうじてまだ僕らの記憶のどこかにひそんでいる。それは遠い少年の日の記憶かもしれないし、自分が直接聴いたわけではない、いわば遺伝子の記憶なのかもしれない。しかし大事なのは、その記憶が何かのきっかけによっていまだに喚起されるものであるということだ。時をへだてて、なほ喚起される記憶こそが、僕らの根幹をなす、言ってみれば「アイデンティティ」というものの正体なのであろう。あの時代に西洋から来たクラシックというわくの中に、日本の情感に根差したアイデンティティを埋めこんだ須賀田磯太郎。そこいらへんに、僕がこれから進むべき道の指針がかくされている気がした

### 須賀田の死
"第二絃樂四重奏"は演奏拒否にあったが、その後もたとえ演奏のあてが無くとも、須賀田はオーケストラ作品を書き続けた。代表的なものに「ピカソの絵」作品二十三(1949)、バレエ音楽「生命の律動」作品二十五(1950)、「日本舞踊音楽集」(1950)がある。1952年（昭和27年）に入り須賀田の持病である肺結核の症状は悪化し、作曲時意識が朦朧とする事もあったという。自らに残された時間が多くない事を悟った須賀田は、書きためた作品のフルスコアをプログラム等の資料と共にトランクに収める作業に着手、「須賀田礒太郎作品目録」を添え、静かにその蓋を閉じた。1952年（昭和27年）7月5日、須賀田礒太郎は故郷・横浜に二度と戻る事なく、田沼町の自宅で45年の生涯を閉じた。現在須賀田の墓は田沼町 (現・佐野市) の慶安寺にある。姪の黒澤陽子は語る。
伯父はずっと肺結核と戦い続けた一生でしたが、その全ての時間を自分の作曲に充てる事が出来ました。その意味では、幸せだったのではないでしょうか。
しかし須賀田の作品が詰められたトランクは、その死後47年もの間一度も日の目を見る事なく、田沼町の蔵の片隅で眠り続けた。

### 楽譜発見
須賀田の死後、彼の名は音楽界から完全に忘れ去られた。1994年刊行の「日本の管弦楽作品表」(楢崎洋子・編著/日本交響楽振興財団・刊)には、須賀田の名前と主要作品・演奏歴等が詳しく記載されていたが楽譜の所在は不明で、行進曲「新中国」、「台湾舞踏曲」、序曲「万民翼賛」、「サラセン舞曲」など数曲の吹奏楽曲がNHKアーカイブスで確認されたのみであった。そうした状況の中、須賀田終焉の地・田沼町では「ご飯の歌」「曼珠沙華」などの歌曲がずっと歌い継がれていた。1997年（平成9年）、田沼町女声コーラス15周年コンサートの際、同コーラス代表・慶野日出子は須賀田の親族に、こう問いかけた。
もっと他に須賀田先生が作曲された、私たちが歌えるような曲はないでしょうか?

当時須賀田が住んでいた住居はすでに無く、古びた蔵が残されているのみであった。「あの蔵に、先生の譜面が納められているはず」須賀田から直接レッスンを受けた元田沼小学校教師・尾花陽子の証言を受けて、親族は蔵の調査を約束した。1999年5月、蔵の最も奥から黒い革を張った大きなトランクが発見された。調査に立ち会った須賀田の姪子・黒澤雄太は、その時の様子を次のように記している。
トランクを開けた瞬間、今まで闇の中で熟成されてきた須賀田礒太郎という名の作曲家の思いのたけが、50年の時を超えて大空に舞いあがっていった。
トランクからは25曲の管弦楽曲をはじめ室内楽曲、歌曲、吹奏楽曲からピアノのための小品、童謡・シャンソン、オペレッタにいたるまで、多種多様なジャンルの楽譜の他に、音楽会のポスター、新聞記事、雑誌など約50点。須賀田がその生涯をかけて取り組んだ仕事の、ほぼ全てが納められていた。

### 再演をめざして
須賀田の姪・黒澤陽子は、須賀田の楽譜を神奈川フィルの事務局に言付けた。当時の神奈川フィル事務局長・鈴木省二は、その時の事をこう振り返る
じつは年に数度くらい、"これは傑作だからぜひ、おたくのオーケストラで演奏してほしい"なんていう依頼が舞い込むのです。でもそのほとんどが親類が書いたとか、自慢の息子の傑作、といった類いのもので、須賀田礒太郎の楽譜が最初に持ち込まれた時も「ああまたその類いか」と正直思いました。しかし、実際に交響詩「横浜」の譜面を見て驚きました。西洋音楽の情報が今日のように十分伝わっていたとは思えないあの時期に、これほどの作曲技法を収得し、自分の音楽として仕上げている。とても戦前の作品とは信じられませんでした。
神奈川フィルはただちに須賀田の管弦楽作品のコンサートの開催を決定した。
【タイトル】音楽遺産発掘、須賀田礒太郎の世界 (仮称)【主旨】横浜市出身で、戦後疎開先の栃木県田沼町で音楽振興に尽力した作曲家・須賀田礒太郎の肉筆楽譜が、死後47年振りに遺品から発見された。22曲の肉筆楽譜などの中には、管弦楽、室内楽、歌曲、合唱曲などの、極めて芸術性の高い作品のスコアもあり、田沼町教育委員会では、文化遺産としての保存を検討する傍ら、遺作の演奏の可能性について模索していると聞く。作品には交響詩「横浜」という大作もあり、神奈川フィルハーモニー管弦楽団には、1年前に遺族を通じて、情報の提供と協力の依頼が来た。当団では、須賀田氏の作品を分析、発見された作品が日本の音楽史に与える重要性について慎重に検討した。その結果、これらの作品を風化させることなく、無名の天才の音楽を再現させることは、極めて意義のある事業である、という結論に至った。他の作品の分析なども必要なため、演奏会は平成14年度末に実施することとし、現在その準備を行なっているが、当団としては単に作品を紹介するだけでなく、須賀田氏の人物像にも焦点を当て、横浜市や田沼町など、ゆかりのある関係箇所にもヒヤリングを行いながら、歴史に埋没した須賀田氏の生き方を探ってみたいと考えている。
やがて、このコンサートに向け強力な助っ人が現れた。神奈川フィルの事務局に顔を見せたのは音楽評論家の片山杜秀であった。片山はただちに田沼町に飛び、町立図書館に移された須賀田の楽譜の全てに丹念に目を通し、その内容に付いて詳細な報告書を完成、コンサートの企画・選曲に力を注いだ。そしてコンサートのプログラムの解説の執筆、当日のレクチャーも担当することとなった。コンサートの指揮者には、数多くの邦人作品演奏の経験を持つ小松一彦が選ばれた。2002年2月9日、神奈川県立音楽堂において神奈川フィル「須賀田礒太郎の世界」コンサートが開催された。プログラムは次の通り。交響的序曲 (1939)、双龍交遊之舞 (1940)、東洋組曲「沙漠の情景」(1941)、交響詩「横浜」(1932) この演奏会を聴いた作曲家・池辺晋一郎は、その感想を次のように記している。
この日演奏された一曲目は「交響的序曲」(1939)。管楽器群がクレッシェンドしつつ和音を奏する形が斬新。次の「双龍交遊之舞」(1940)は雅楽に基づく意欲的な作品。「東洋組曲 〈沙漠の情景〉」(1941)は当時の時局を反映したエキゾチックな曲で、ホイッスルまで駆使したオーケストレーションは華麗だ。とりわけ興味深かったのは四曲めの「交響詩〈横浜〉」。二部から成る大作だが、1932年、つまり最初期の、やや習作的なものだ。ストラヴィンスキーの「火の鳥」や「春の祭典」、またラヴェルの「ダフニスとクロエ」などにそっくりのフレーズが顔をのぞかせる。あの当時、このような新しい音楽の情報に精通し、模倣的とはいえ「書いた」ことには驚きを禁じ得ない。さらに、弦楽器のコル・レーニョや、チェレスタによる旋律など、実験的な精神にも満ちている。これは大した作曲家だぞ・・・。僕はうなった
会場には田沼町からチャーター・バスで駆けつけた、須賀田と関わった経験を持つ人々の姿があった。終演後オーケストラのメンバー一人一人に「ありがとうございました」と声をかける彼らの姿が見られた。中には「今日の演奏を先生ご自身に聞かせたかった」と、涙ながらに語る人もいたという。

## 作品
1999年に発見の自筆譜は現在、神奈川県立図書館所蔵。JOAK委嘱作品の一部はNHKアーカイブス所蔵。2002年以降初演・再演された作品は演奏用浄書譜がある。

### 管弦楽曲
習作交響曲「わが生活から」
SWV.追補1 (1931?) (ピアノ・スケッチ断片のみ)
メヌエット
SWV.追補 (1931.3または5) 全15頁。(未完成?)
2つのフーガ
SWV.追補 (習作/ピアノ・スケッチのみ/弦楽4部に編曲可能)
夜想曲 (1931)
SWV.1 (旧・作品1)
An Inn Frihling (春のおとずれ)
SWV.3 (旧・作品3) (1931.6.18)
祭典前奏曲
Op.2 SWV.4 (旧・作品10)(1935)
日本放送協会作曲懸賞第4位入選　自筆譜2種類。1937.1.1　坂西輝信/日本放送so.により初演。1939.11.3 金子登/中央so.、2006.7.1 小松一彦/神奈川po.により再演。(神奈川県立音楽堂)
交響詩「横浜」
SWV.5 (旧・作品4) (1932)
2002.2.9　小松一彦/神奈川po.により再演 (神奈川県立音楽堂)
幻想的組曲「桜」
SWV.6 (旧・作品5) (1933)
2004.3.11　小松一彦/神奈川po.により再演 (神奈川県立音楽堂)
日本華麗絵巻 (雅楽A主題による舞楽)其の弐
Op.1, SWV.7( 旧・作品9) (1935)
宮内省樂部入選受賞。自筆譜2種類。第2版には打楽器が加筆あり。2004.3.11　小松一彦/神奈川po.により再演 (神奈川県立音楽堂)
前奏曲とトッカッタ
Op.3, SWV.9 (1936.3.1)
黎明作曲家同盟入選、1936.11.4 大木正夫/日本新so.により初演 (青山・日本青年会館)
バレエ・カプリッチョ
SWV.12, Op.なし (1936)
宮内省楽部応募作品 (コンクール中止) 2004.3.11 小松一彦/神奈川po.により初演。(神奈川県立音楽堂)
小管弦楽のための古典の瞑想
SWV.11, Op.なし (1936.9.25)
作曲者記入「コンセール・ポピュレールにより横浜に於て発表。後此の断章を交響曲第1番に利用した」
日本郷土舞踏音楽 出雲祭
SWV.13 (1937)
作曲者による詳しい解説と共に「改作してから発表すべき計画なり」との記入あり。
交響的舞曲 Op.4,
SWV.10 (1937.9.17) (スコア不明/ピアノスケッチのみ)
第2回新響邦人コンクール入選。1937.2.25 ローゼンシュトック/新so.により初演。1938.9.16 小船幸次郎/日本放送so.にて再演。1939.6.9 小船幸次郎/ワルシャワpo.他ローマ、ワルシャワにて演奏。フィンランド・ヘルシンキ放送局にて放送。現在自筆譜行方不明。
國民詩曲「東北と関東」
Op.5, SWV.15 (1938.12.18)
日本放送協会委嘱。1939.12.7 金子登/日本放送so.にて初演。1942.6.12 同者により海外向放送のため再演。2006.7.1 小松一彦/神奈川po.により「関東」のみ再演。
交響的序曲 (興亜序曲)
Op.6, SWV.16 (1939)
紀元2600年奉祝JOAK入選受賞。1940.2.11　山田耕筰/日本放送so.にて初演。2002.2.9、2006.7.1　小松一彦/神奈川po.により再演。(神奈川県立音楽堂)、CD録音 (NAXOS/8.570319) 。
英霊に捧ぐ Op.7-1
SWV.17 (1939/40) (欠落あり)
JOAK委嘱。終戦まで靖国神社祭典に放送。
軍隊行進曲「皇軍」
Op.7-2, SWV.18 (1939/40) (欠落あり)
紀元2600年日本放送協会入賞。靖国神社春秋臨時大祭に終戦まで使用。坂西博信/東京交響楽団によるSP録音 (1943.1.17放送=ニッチク特別製造盤 /AK-627) をもとに、2009年欠落部分を補完した浄書演奏譜完成。
歓喜 (東和行進曲)
Op.7-3. SWV.19 (1939/40) (欠落あり)
満州國新京音楽院入選受賞。
犒労詩曲
SWV.追補 ピアノ・スケッチ (4p)のみ。
双龍交遊之舞
Op.8 (旧・作品6), SWV.20 (1940.6.4)
(自筆譜2種類、Pスケッチ現存) JOAK委嘱,紀元2600年奉祝。1940.11.10　橋本國彦/日本放送so.により初演。2002.2.9、2004.3.11、2006.7.1　小松一彦/神奈川po.により再演、(神奈川県立音楽堂)、CD録音 (NAXOS) 。2012 マレーシア交響楽団により上演。
東洋組曲「沙漠の情景」
Op.10 (旧・作品7) , SWV.22 (1941.8.8)
初演詳細不明。Pスケッチの段階のタイトルは「西亜細亜」。1951年のオペレッタ「宝石と粉挽娘」に転用。2002.2.9 (初演?) , 2006.7.1　小松一彦/神奈川po. (神奈川県立音楽堂)、2002.11.8〜9　小松一彦/イスタンブール国立so.、2004.8.5, 12　小松一彦/グァテマラ国立so. (第4,5楽章のみ)、2004.3.11 小松一彦/神奈川po.、(第4曲のみ) により再演。第4曲「東洋の舞姫」のみCD録音 (NAXOS) 。2008.8.3 名フィルメンバー「アンサンブル・ジャポニカ」により第1,4,5曲 再演(抜粋/室内管弦楽編曲版)
2005.7.9 杉本裕乃 (Vn.)、斎藤龍 (P.) により演奏。(第4曲/Vn.+P 編曲版)
天長地久 (雅楽的作品)
Op.13, SWV.23 (1941.9.18) JOAK委嘱
自筆譜に作曲者の手で「作曲年月日=満州事変10周年記念日」との書込みあり。
葬送曲「追想」
Op.12, SWV.24 (1941.11.1)
JOAK委嘱葬送用曲。山本五十六大将国葬に放送。自筆譜2種類現存。
交響曲第1番ハ長調「フィルハーモニック・シンフォニー」
Op.14 (旧・作品12), SWV.26 (1942)
ビクターレコード会社入選。(全3楽章/第1楽章現存、第2楽章後半・第3楽章欠落。ピアノ・スケッチ第1,2楽章現存。第3楽章と思われる吹奏楽用編曲の断章あり)作曲者によれば、総演奏時間は約27分。「調和を愛する交響曲---なごやかな樂しい雰囲気へ贈る言葉---此の音楽を聴くことにより、皆さんが本當に愉快に樂しくなって戴ければ結構です」(作曲者書込み)
進撃 (航空行進曲)
Op.15, SWV.27 (1943.4.22) JOAK入選受賞
序曲
Op.16, SWV.28 (1944.12.11) JOAK委嘱。放送時タイトル「万民翼賛」
1945.1　JOAK放送初演。　2004.3.11　小松一彦/神奈川po.により再演。 (神奈川県立音楽堂)、ベートーヴェン「エロイカ」をモチーフにした古典派風作品。ピアノ・スケッチあり。
ピカソの絵
作品23, SWV.35 (1949.4.8) (未完成)
現存の28頁で終了とは考えられず、欠落の可能性大。ダイナミクス・アーティキレーション等の記入皆無のため、作曲中途で中断もしくは放棄した可能性あり。ピアノスケッチは全曲現存。
バレエ音楽「生命の律動」
作品25 SWV.36 (1950.9.20)
2006.7.1　小松一彦/神奈川po.により初演及びCD録音 (NAXOS) 。
日本舞踊組曲
Op.22 (旧・作品19), SWV.37 (1950)
(1.「祭りの賑ひ」、2.「乙女達の踊り」、3.「農夫達の踊り」) 弦楽四重奏曲第1番を管弦楽編曲。
木曽節パラフレーズ
Op.27-1, SWV.38 (1951.2.1) NHK放送?
安木節パラフレーズ
Op.27-2, SWV.39 (1951.2.25) NHK放送?
カッポレパラフレーズ
Op.27-3, SWV.40 (1951.3.12) NHK放送?
2002.2.9　小松一彦/神奈川po.により再演。 (神奈川県立音楽堂)
八木節パラフレーズ
Op.27-4, SWV.41 (1951.7.4) NHK放送?
セレナーデ
SWV.42, (1951.7.24)
東洋古代舞踊音楽集 (編曲)
SWV.48　年代、楽譜所在不明。
木曽節ルムバ
SWV.追補 年代不明。木曽節パラフレーズをNHKラジオ「世界の音楽」放送用に編曲。

### 吹奏楽曲
台湾民謡による舞踏曲 (八月十五夜)
SWV.47　(1943)
(スコア=NHKアーカイヴス)　初演詳細不明。初演当時のSP音源現存。
2006.6.18　小久保大輔/ガレリア・ウインドO.により再演。(彩の国さいたま芸術劇場 大ホール)
フーガによる舞踊曲
SWV.45
(作曲年代不明/NHKアーカイヴスに第三者によるスコア所蔵) 初演詳細不明。2008.4.27 福田滋/リベラ・ウインドO.により再演。(旧東京音楽学校奏楽堂) ライブCDあり。
楽しき歩調
SWV.46 (1946.9.23) (スコア=NHKアーカイヴス/編曲:吉原将人)
行進曲「新中国」
(詳細全く不明)
サラセン舞曲
(「東洋の舞姫」を吹奏楽に編曲/スコア不明)
行進曲集・第一輯
Op.11, SWV.25 (1941) (全10曲/自筆譜所在不明 = NHKアーカイブスに現存?) JOAK委嘱
(序曲「若櫻」、序曲「万民翼賛」、行進曲「国民皆兵」、行進曲「常在戦場」、行進曲「進撃」、行進曲「吹雪の進軍」、 行進曲「南進日本」、行進曲「日章旗」、行進曲「北方の防人」、「大平洋行進曲」)
行進曲集・第二輯
Op.17, SWV.30 (1945〜51)
(全20曲/9.以外はピアノ譜のみ= 吹奏楽への編曲は別人の可能性あり/各曲余白に作曲者コメント多数) JOAK戦後委嘱 (1.「幸福の訪れ」、2.「勤労」、3.「建設」、4.「友情」、5.「愛の心」、6.「協和協力」、7.「希望」、8.「映像(イマージュ)」、 9.「楽しき歩調」、10.「豊年」、11.「ロマンス」、12.「平和に向いて」、13.「新善」、14.「スポーツ」、15.「努力」、16.「團結」、17.「スピード」、18.「若人」、19.「ドライブ」、20.「巨人」)

### 室内楽・器楽曲
ピアノ・ソナタ第1番
SWV.追補1　(1931 ?)
(3楽章/古典派スタイルによる習作/スコア10p)
ピアノ・ソナタ第2番
SWV.追補2　(1931 ?)
(3楽章/古典派スタイルによる習作/スコア7p)
ヴァイオリン・ソナタ　ホ短調 「ソナタ・ロマンティーク」
SWV.8(1935) (2楽章)　2005.7.9　杉本裕乃 (Vn.)、斎藤　龍 (P.)により初演。須賀田初期の佳作。
弦楽四重奏曲第1番 (日本弦楽四重奏曲)
Op.9-1, SWV.21 (1941.5.16)
(1.「祭りの賑ひ」、2.「乙女達の踊り」、3.「農夫達の踊り」)
1950年「日本舞踊組曲」Op.22 として管弦楽編曲。初演詳細不明。日本音階を基調とした作品。1946.8.4　 NHK東京第一放送 "現代日本の音樂"で放送用再演。2002.6.30　田沼町で再演。2006.6　杉本正と横浜弦楽五重奏団により「農夫達の踊り」演奏。2008.11.5　弦楽合奏版 (編曲/岡崎隆) が名古屋パストラーレ合奏団により初演。
弦楽四重奏曲第2番 (無調性)
Op.19, SWV.31 (1946.3.11)
1946.8.4　 NHK東京第一放送 "現代日本の音樂"のため作曲も、演奏者の演奏拒否にあう。初演は2001.12.27　ミューズSQ (「日本の戦後音楽史再考」レクチャーコンサート／虎ノ門JTアートホール)
サラセン舞曲
(P, Vn. Vc.) Op.なし、SWV.32 (1947.1.12)
「東洋の舞姫」のピアノ三重奏用編曲。前半に一部カットがある。

### 歌曲・合唱曲、声楽作品
※は、2011.8.26 本田美香 (sop.)、渡部真理 (P.) により録音
歌曲「あしたも天気」
※ (1931.3.19)
歌曲「秋の月」
※ (1931.6.9)　瀧廉太郎の同名曲と同歌詞。
歌曲「沙羅の花」
※ (歌曲集　第1輯) Op.26, SWV.2　(1931.7)
歌曲「海のほとり」
※ (年代不詳/西条八十・作詞)
歌曲「水無月」
※ (年代不詳/テオドル・ストルム・作詞、上田敏・訳)
合唱曲「田舎の秋」
※ (1937.11.2)
通俗歌曲集 (第1輯)
Op.18, SWV.29 (1947)
(全19曲/1.「セレナーデ・ボレロ」、2.「懐しの街」、3.「豊年踊りの唄」、4.「木曽節ルムバ」、5「飛駒音頭」、6.「飛駒小唄」、7「チャーミング・バス・ガール」、8.「入彦間小唄」、9.「月の濱辺」、10.「さらば故里」、11.「あざみ咲く丘」、12.「迷い鳥」、13.「明日はいづこへ」、14.「弥生音頭」、15.「愛の花束」、16.「ラッキー・ヒット・トロット」、17.「椎茸増産の唄」、18.「涙はどんな色かしら」、19.「私の星」※ )
通俗楽曲集 第1輯
Op.21, SWV.33 (1947)　全3曲。
(「森のささやき」、「憂鬱なワルツ」、「乙女の願い」)
歌曲「ねんねんよい子」
※ (1948.6.25)
通俗楽曲集 第2輯　Op.24, SWV.34 (1948〜51)　全3曲。
(「聖母マリヤ」※、「三好青年團々歌」、「ご飯の歌」 )「ご飯の歌」について作曲者コメント「NHK25周年記念ラヂオ歌謡懸賞募集5種目の内、全883曲の中から5曲當選---1種1曲、佳作なり---その内の1曲"ごはんの歌"に當選---此れが入選とは全く意外なり。昭和25年3月17日発表。」
合唱曲集 (第一)
Op.20、SWV.44 (全6曲)　(戦後の作品だが、詳細な作曲年代は不明)
(「アヴェ・マリア」※、「春のあした」※、「曼珠沙華」(詩/北原白秋。山田耕筰の同名曲と同歌詞)※、「お母様」※、「信徒の生涯」※、「ふくろ」※) 田沼町女声コーラス、横浜混声合唱団等により再演。横浜混声合唱団のライブCD録音あり (吉田孝古磨、黒澤陽子「作曲家・須賀田礒太郎」対談併録)
3つの歌曲
Op.なし、SWV.追補 現存は「裏山の夜」※ のみ。
オペレッタ「宝石と粉挽娘」
作品28, SWV.43 (1951)
「沙漠の情景」(1941) 楽曲を多数転用、全213頁。須賀田唯一の喜歌劇。ボーカル・ソリスト7人、合唱、管弦楽。2000年頃、田沼町女声コーラス代表の故・慶野日出子が依頼・作成したピアノ伴奏付ボーカルスコアあり。2011.8.26 ソプラノのアリア「 私は粉挽娘」を録音。このメロディは1941年の「沙漠の情景」第1曲から転用されている。